# Bethlen János (politikus)
Bethleni gróf Bethlen János (Kolozsvár, 1811. október 18. – Kolozsvár, 1879. szeptember 2.) országgyűlési képviselő, az erdélyi református egyházkerület igazgató-tanácsosa.

## Életpályája
Gróf Bethlen Sándor és báró Kemény Mária fia volt. Iskoláit Nagyenyeden tíz év alatt elvégezte, majd Marosvásárhelyre ment a királyi táblára s 1833-ban a jogi vizsgát letette. Ez idő alatt már több törvényhatóságban megjelent a „vándor patrióták"-kal és írásbeli tudósításokat szerkesztett a kaszinó számára, amely akkor a mozgalmak központja és kiindulási pontja volt. Ezek a tudósítások a nyilvánosságnak, a napi sajtó elnyomásából eredt hiányát kívánták pótolni, s éppen ezért, amennyire gyorsírók hiányában lehetséges volt, az egyes szónoklatokat is magukban foglalták. Legelső nyilvános fellépése 1834-re esik, amikor Udvarhelyszéken azt indítványozta, hogy ha az országgyűlés az adó elintézése és a főhivataloknak törvényes választás által való betöltése nélkül oszlattassék el, a más úton kivetendő adót és alakítandó kormányt a szék ne ismerje el törvényesnek. Ezen indítvány miatt az 1834. évi országgyűlés feloszlatása után, több elvtársával együtt fiskális perbe idézték. Először 1841-ben volt követ Udvarhelyszékből, amikor már az említett fiskálisper amnesztia következtében megszűnt. Azután folyvást minden erdélyi országgyűlésen, úgy az unió után az 1848. évi pestin és a következőn Udvarhelyszéket képviselte. 1848-ban Pesten a miniszteriális párthoz tartozott. Ez év szeptemberében Erdélybe küldték báró Vay mellé kormánybiztosi segédnek, s később az agyagfalvai gyűlésen a székelység egyik vezetője lett. Majd újra Magyarországra ment, képviselői állását elfoglalni és a mérsékelt párthoz csatlakozott. A fegyverletétel után családját Pestre telepítette, maga pedig három hónapig bujdokolt, majd többekkel együtt bejelentvén magát, százhúsz társával kegyelmet kapott. Ezután 1853-ig maradt Pesten, amikor nejét, gróf Teleki Zsófiát elvesztvén, fiaival Kolozsvárra költözött és buzgósággal működött a társadalmi téren, különösen a nemzeti színház állandósítása ügyében. Alapos és a legapróbb részletekig kidolgozott terveket bocsátott közre. 1855-ben harmadmagával a színház felügyeletét elvállalván, köztudomás szerint tényleg ő volt az intendáns. Részt vett az erdélyi múzeum alapításában; a református egyházi s iskolai ügyek fejlesztésében is. Az októberi diploma kibocsátása után támadt politikai mozgalmakban a vezetők közt találjuk. Az 1865–1866. évi országgyűlésen mint Udvarhelyszék követe foglalta el helyét és a következőn is részt vett a közügyek nehéz kérdéseinek megoldásában.

## Munkái
Erdély unió ügyéről írt a Társalkodóba (1848. 15. sz.) és Utazását írta le a Nefelejtsben (1860.); ugyanott zenebírálatokat is írt (1859–60.). Erdély gazdasági viszonyairól a Kolozsvári Hetilapba (1854. 18. sz.) és Erdészeti Lapokba (1862.) és sportcikket írt a Vadász és Versenylapba (1857. 2. sz.). Az abszolutizmus alatt a Pesti Naplóba írt cikkeivel tartá fenn a magyarországi és erdélyi magyar párt közti viszonyt. A Kolozsvári Közlöny alapításában (1856. április) gróf Mikó Imrét segítette sógorával gróf Teleki Domokossal együtt; abba vezércikkeket és közérdekű dolgokat írt. Később szerkesztői személyes okoknál fogva elváltak a laptól és 1860. december 2. alapították a Korunk című lapot. Ez időben a legtöbb politikai vezércikket a két alapító gróf írta a lapba, míg B. 1864. július 1. meg nem szüntette viszonyát e laphoz. 1870. december 20. Teleki gróffal alapították a Kelet című lapot, melynek egyik vezére és éltető lelke B. volt. Legutóbb a fúzió létrejöttét úgyszólván ő kezdeményezte Kolozsvártt és annak mindig híve volt, mint azt a Keletbe és Pesti Naplóba írt cikkei bizonyítják.